# Iceworld
Iceworld este un roman științifico-fantastic al scriitorului american Hal Clement. A fost publicat prima dată sub formă de carte în 1953 de Gnome Press într-o ediție de 4.000 de exemplare. Romanul a fost inițial publicat în foileton în revista Astounding Science Fiction în 1951.

## Rezumat
Romanul se referă la un agent interplanetar de narcotice care este forțat să lucreze într-o lume incredibil de rece (din punctul său de vedere) - atât de rece încât atmosfera pe care el o respiră, sulful, este un solid galben. De fapt, planeta este Pământul și face echipă cu nativi ai planetei străine, oamenii, în încercarea sa de a opri contrabanda cu un drog periculos (tutunul) către sistemul Sirius. Cu toate că povestea implică atât extratereștri, cât și oameni, este redată în primul rând dintr-o perspectivă extraterestră. 

## Recepție
Recenzorul Galaxy, Groff Conklin, a caracterizat romanul Iceworld ca fiind „credibil, captivant și satisfăcător”. Boucher și McComas au dat romanului o recenzie mixtă, spunând că „stârnește cu greu orice emoție pe care o provoacă o ficțiune bună”. P. Schuyler Miller a afirmat „ca puzzle intelectual, conține lucruri foarte bune”, dar a ajuns la concluzia că dificultatea cititorului de a se identifica cu protagonistul extraterestru ar limita frumusețea romanului.”

## Vezi și
- 1951 în științifico-fantastic
- 1953 în științifico-fantastic